# Gestaltzerfall
Gestaltzerfall là một loại ảo giác do các tế bào thần kinh nhận biết của não bộ nảy sinh phản ứng. Ngoài ra, hiện tượng này còn được gọi là hoàn hình băng hoại. Khi liên tục nhìn vào những thứ tương đồng thì những tế bào đó sẽ trở nên mệt mỏi, khả năng nhận biết giảm sút, dẫn đến hiện tượng lo lắng, rối loạn vì không chắc chăn là mình đúng, dù đôi lúc chúng thật sự rất đơn giản. Bình thường, ai cũng có thể bắt gặp hiện tượng này nhưng phần lớn chúng ta hay bị vào những lúc mệt mỏi hay căng thẳng. Các số liệu lai cho thấy rằng những người sống ở các nước sử dụng hán tự là dễ gặp hơn cả.
Ví dụ điển hình là chữ waka ở trong tiếng Nhật. Chữ waka trong bộ kanji viết gần giống chữ thanh niên và đây cũng là một trong những ký tự tiếng hán dễ bị hoàn hình băng hoại nhất.